# انجمن علمی انگل‌شناسی ایران

##### انجمن علمیانگل شناسیایرانیک تشکل علمی در حوزه گروهعلوم پایه پزشکیوبهداشت در ایراناست که در سال ۱۳۷۵ از سوی تعدادی از آزمایشگاهیان و اعضایهیئت علمیدانشگاه تهرانتشکیل گردید و از کمیسیون انجمن‌های علمی پزشکی پروانه تأسیس گرفت.[۱][۲][۳][۴]
این انجمن در تأسیس جامعه علمی آزمایشگاهیان ایران مشارکت داشته و یکی از اعضای رسمی این جامعه است و همچنین صاحب امتیاز مجله انگل‌شناسی ایران نیز می‌باشد